# Пени Фармс (Флорида)
Пени Фармс (енгл. Penney Farms) град је у америчкој савезној држави Флорида. По попису становништва из 2010. у њему је живело 749 становника.

## Демографија
Према попису становништва из 2010. у граду је живело 749 становника, што је 169 (29,1%) становника више него 2000. године.
| Група             | 2000.       | 2010.       |
| Белци             | 526 (90,7%) | 675 (90,1%) |
| Афроамериканци    | 48 (8,3%)   | 49 (6,5%)   |
| Азијати           | 1 (0,2%)    | 7 (0,9%)    |
| Хиспаноамериканци | 2 (0,3%)    | 8 (1,1%)    |
| Укупно            | 580         | 749         |